# 刘光萍
刘光萍（1963年10月—），江西上高人，汉族，中国民主同盟盟员。中华人民共和国政治人物、第十三届全国人民代表大会江西省代表。

## 生平
2018年，刘光萍被选为江西省出席第十三届全国人民代表大会代表。